# Distrito electoral de Loup Fork
Loup Fork (en inglés: Loup Fork Precinct) es un distrito electoral ubicado en el condado de Howard en el estado estadounidense de Nebraska. En el Censo de 2010 tenía una población de 392 habitantes y una densidad poblacional de 4,12 personas por km².

## Geografía
Loup Fork se encuentra ubicado en las coordenadas 41°5′26″N 98°41′18″O / 41.09056, -98.68833. Según la Oficina del Censo de los Estados Unidos, Loup Fork tiene una superficie total de 95.13 km², de la cual 93.57 km² corresponden a tierra firme y (1.63%) 1.55 km² es agua.

## Demografía
Según el censo de 2010, había 392 personas residiendo en Loup Fork. La densidad de población era de 4,12 hab./km². De los 392 habitantes, Loup Fork estaba compuesto por el 98.72% blancos, el 0% eran afroamericanos, el 1.28% eran amerindios, el 0% eran asiáticos, el 0% eran isleños del Pacífico, el 0% eran de otras razas y el 0% pertenecían a dos o más razas. Del total de la población el 2.55% eran hispanos o latinos de cualquier raza.